# Sophie Cookson
Sophie Cookson, född 15 maj 1990 i Sussex, är en brittisk skådespelare.
Cookson har bland annat medverkat i TV-serien The Confessions of Frannie Langton. Hon har även medverkat i filmerna Kingsman: The Secret Service och Stockholm Bloodbath med planerad premiär 2024.

## Filmografi (i urval)
- 2014 – Kingsman: The Secret Service
- 2017 – Kingsman: The Golden Circle
- 2022 – The Confessions of Frannie Langton (TV-serie)
- 2024 – Stockholm Bloodbath